# نغوين شوان ثانه
نغوين شوان ثانه (بالفيتنامية: Nguyễn Xuân Thành)‏ هو لاعب كرة قدم فيتنامي في مركز الوسط، ولد في 22 مارس 1985 في فيتنام. شارك مع منتخب فيتنام لكرة القدم. أما مع النوادي، فقد لعب مع نادي بيكامكس بين دونغ.

## وصلات خارجية
- نغوين شوان ثانه على موقع قاعدة بيانات كرة القدم.إي يو (الإنجليزية)
- نغوين شوان ثانه على موقع ناشيونال فوتبول تيمز (الإنجليزية)
- نغوين شوان ثانه على موقع Soccerway.com (الإنجليزية)